# خرداد ۱۳۹۱
خرداد ۱۳۹۱، سومین ماه سال ۱۳۹۱ هجری خورشیدی است.
آغاز آن دوشنبه: ‌۱ خرداد ۱۳۹۱ (۲۱ مه ۲۰۱۲ میلادی)